# Unione Sportiva Cremonese 1969-1970
Questa pagina raccoglie le informazioni riguardanti l'Unione Sportiva Cremonese nelle competizioni ufficiali della stagione 1969-1970.

## Stagione
Nella stagione 1969-1970 la Cremonese ha disputato il girone B del campionato di Serie D, classificandosi con 37 punti al quinto posto. Ha vinto il campionato con 52 punti ed è stato promosso in Serie C il Parma, retrocedono in Prima Categoria regionale Lilion Snia Varedo, Voghera e Pro Palazzolo.
Per tentare l'immediata risalita in Serie C il presidente Domenico Luzzara affida la squadra a Silvano Moro, allenatore proveniente dalle giovanili dell'Atalanta. Nel girone di andata le prime posizioni sono occupate dal Crema, dalla Cremonese e dalla Pergolettese, una lotta in provincia, poi nella seconda parte del torneo emerge il Parma che alla fine mette tutti d'accordo, vincendo il campionato e salendo in Serie C. Ai primi di maggio Attilio Luzzara, figlio del presidente, muore in un incidente stradale a soli ventuno anni; la domenica successiva con il lutto al braccio la Cremonese vince a Palazzolo (0-1), l'unica vittoria esterna stagionale. Troppo poco per ambire a ritornare subito in Serie C, non basta lo Zini imbattuto, alla Cremonese è mancato l'attacco, con sole 24 reti realizzate, il Parma che vince il torneo ne realizza 40, il Crema secondo con 50 punti ne realizza 56, più del doppio dei grigiorossi.

## Rosa
| N. |                   | Ruolo | Calciatore        |
| -- | ----------------- | ----- | ----------------- |
|    | Italia (bandiera) | D     | Alberto Anceschi  |
|    | Italia (bandiera) | D     | Giuseppe Borsotti |
|    | Italia (bandiera) | A     | Giuseppe Camotti  |
|    | Italia (bandiera) | D     | Luciano Cesini    |
|    | Italia (bandiera) | C     | Franco Donadelli  |
|    | Italia (bandiera) | C     | Innocenzo Donina  |
|    | Italia (bandiera) | P     | Aldo Gatti        |
|    | Italia (bandiera) | C     | Gianfranco Ghezzi |
|    | Italia (bandiera) | D     | Bruno Manganati   |
|    | Italia (bandiera) | C     | Adelio Moro       |

| N. |                   | Ruolo | Calciatore        |
| -- | ----------------- | ----- | ----------------- |
|    | Italia (bandiera) | C     | Franco Nicolini   |
|    | Italia (bandiera) | D     | Gianfranco Platto |
|    | Italia (bandiera) | A     | Giuseppe Rampini  |
|    | Italia (bandiera) | A     | Giacomo Rossi     |
|    | Italia (bandiera) | C     | Mauro Sudati      |
|    | Italia (bandiera) | A     | Attilio Tassi     |
|    | Italia (bandiera) | P     | Gianni Uccelli    |
|    | Italia (bandiera) | C     | Giovanni Vecchi   |
|    | Italia (bandiera) | C     | Sergio Velmini    |
|    | Italia (bandiera) | A     | Zerbetto          |

## Risultati

### Serie D girone B

#### Girone di andata
| Arbitro: | Di Montegnacco (Udine) |

|             |           |             |
| Rebuzzi 65’ | Marcatori | 88’ Velmini |

| Arbitro: | Guazzotti (Alessandria) |

|                        |           |  |
| Rossi 19’ Nicolini 90’ | Marcatori |  |

| Arbitro: | Perissinotto (Venezia) |

|              |           |  |
| Paesanti 55’ | Marcatori |  |

| Arbitro: | Cotrufo (Varese) |

|               |           |  |
| Donadelli 43’ | Marcatori |  |

| Gallarate 19 ottobre 1969 5ª giornata | Gallaratese     | 0 – 0 | Cremonese | Stadio Alessandro Maino\| Arbitro: \| Abati (Livorno) \| |
| Arbitro:                              | Abati (Livorno) |       |           |                                                          |

| Cremona 26 ottobre 1969 6ª giornata | Cremonese            | 0 – 0 | Carpi | Stadio Giovanni Zini\| Arbitro: \| Di Stefano (Venezia) \| |
| Arbitro:                            | Di Stefano (Venezia) |       |       |                                                            |

| Vigevano 2 novembre 1969 7ª giornata | Vigevano          | 0 – 0 | Cremonese | Stadio Dante Merlo\| Arbitro: \| Biasizzo (Torino) \| |
| Arbitro:                             | Biasizzo (Torino) |       |           |                                                       |

| Cremona 9 novembre 1969 8ª giornata | Cremonese       | 0 – 0 | Parma | Stadio Giovanni Zini\| Arbitro: \| Milan (Treviso) \| |
| Arbitro:                            | Milan (Treviso) |       |       |                                                       |

| Melzo 16 novembre 1969 9ª giornata | Melzo              | 0 – 0 | Cremonese | Stadio Comunale di Via Buozzi\| Arbitro: \| Grippiolo (Torino) \| |
| Arbitro:                           | Grippiolo (Torino) |       |           |                                                                   |

| Arbitro: | Zanchetta (Treviso) |

|                                          |           |              |
| Rossi 36’, 81’ Camotti 68’ Donadelli 80’ | Marcatori | 62’ Mazzetti |

| Arbitro: | De Fazio (Torino) |

|                 |           |  |
| Moro 48’ (rig.) | Marcatori |  |

| Crema 7 dicembre 1969 12ª giornata | Pergolettese       | 0 – 0 | Cremonese | Stadio Giuseppe Voltini\| Arbitro: \| Mozzon (Pordenone) \| |
| Arbitro:                           | Mozzon (Pordenone) |       |           |                                                             |

| Arbitro: | Alt (Cormons) |

|           |           |  |
| Rossi 47’ | Marcatori |  |

| Arbitro: | Governa (Alessandria) |

|             |           |             |
| Vezzani 65’ | Marcatori | 88’ Camotti |

| Arbitro: | Iseppi (San Donà di Piave) |

|                         |           |  |
| Donadelli 8’ Cesini 53’ | Marcatori |  |

| Pavia 11 gennaio 1970 16ª giornata | Pavia              | 0 – 0 | Cremonese | Stadio Pietro Fortunati\| Arbitro: \| Simoncini (Savona) \| |
| Arbitro:                           | Simoncini (Savona) |       |           |                                                             |

| Arbitro: | Guarini (Vicenza) |

|             |           |  |
| Velmini 43’ | Marcatori |  |

#### Girone di Ritorno
| Arbitro: | Terpin (Trieste) |

|                             |           |             |
| Camotti 51’ Moro 62’ (rig.) | Marcatori | 14’ Papetti |

| Arbitro: | Artico (Bassano del Grappa) |

|                           |           |               |
| Mainardis 19’ Dallari 80’ | Marcatori | 86’ Manganati |

| Cremona 8 febbraio 1970 20ª giornata | Cremonese      | 0 – 0 | Sant'Angelo | Stadio Giovanni Zini\| Arbitro: \| Fiumara (Roma) \| |
| Arbitro:                             | Fiumara (Roma) |       |             |                                                      |

| Arbitro: | Ciulli (Roma) |

|                            |           |  |
| Del Pietro 7’ Corbetta 86’ | Marcatori |  |

| Cremona 22 febbraio 1970 22ª giornata | Cremonese       | 0 – 0 | Gallaratese | Stadio Giovanni Zini\| Arbitro: \| Celli (Trieste) \| |
| Arbitro:                              | Celli (Trieste) |       |             |                                                       |

| Arbitro: | Baldoni (Ancona) |

|                 |           |              |
| Bucciarelli 20’ | Marcatori | 87’ G. Rossi |

| Arbitro: | Cigaia (Treviso) |

|                         |           |              |
| Rodini 11’ G. Rossi 52’ | Marcatori | 56’ Prandoni |

| Parma 15 marzo 1970 25ª giornata | Parma               | 0 – 0 | Cremonese | Stadio Ennio Tardini\| Arbitro: \| Cespites (Lanciano) \| |
| Arbitro:                         | Cespites (Lanciano) |       |           |                                                           |

| Cremona 22 marzo 1970 26ª giornata | Cremonese            | 0 – 0 | Melzo | Stadio Giovanni Zini\| Arbitro: \| Bertoldini (Venezia) \| |
| Arbitro:                           | Bertoldini (Venezia) |       |       |                                                            |

| Arbitro: | Massafra (Lecce) |

|            |           |  |
| Abbati 52’ | Marcatori |  |

| Arbitro: | Simoncini (Savona) |

|                       |           |              |
| Galli 54’ Bologna 57’ | Marcatori | 34’ Zerbetto |

| Cremona 19 aprile 1970 29ª giornata | Cremonese         | 0 – 0 | Pergolettese | Stadio Giovanni Zini\| Arbitro: \| Brenzoni (Verona) \| |
| Arbitro:                            | Brenzoni (Verona) |       |              |                                                         |

| Arbitro: | Grossetti (Asti) |

|                                      |           |            |
| Vanazzi 60’, 61’, 75’ Bulgarelli 78’ | Marcatori | 35’ Donina |

| Moglia 3 maggio 1970 31ª giornata | Moglia             | 0 – 0 | Cremonese | Stadio Angelo Pavesi\| Arbitro: \| Selicorni (Novara) \| |
| Arbitro:                          | Selicorni (Novara) |       |           |                                                          |

| Arbitro: | Lai (Cagliari) |

|  |           |              |
|  | Marcatori | 41’ G. Rossi |

| Cremona 17 maggio 1970 33ª giornata | Cremonese                               | 0 – 0 | Pavia | Stadio Giovanni Zini\| Arbitro: \| Benvenuti-Lucchetta (San Donà di Piave) \| |
| Arbitro:                            | Benvenuti-Lucchetta (San Donà di Piave) |       |       |                                                                               |

| Arbitro: | Grippiolo (Torino) |

|                     |           |             |
| Alari 31’ Rizzi 75’ | Marcatori | 63’ Rampini |